# Championnat du monde de go amateur
Le championnat du monde de go amateur est une compétition de jeu de go pour joueurs amateurs représentant leur pays.
Elle a été créée en 1979.
La compétition est ultra-dominée par les pays asiatiques, berceau du jeu de go.
Certains participants de ce championnat sont devenus joueurs professionnels comme Nie Weiping, vainqueur de la première édition, ou encore Chang Hao en 1990.

## Championnat du monde féminin de go
Le championnat du monde féminin de go est une compétition de jeu de go pour joueuses amateurs représentant leur pays. Elle a été créée en 1989.